# Otto Kieser
Otto Kieser (* 20. August 1893 in Mühlbeck; † 8. April 1985 in Bad Schwalbach) war ein deutscher Pädagoge, Sprachforscher und Schriftsteller.

## Leben
Der Sohn des Lehrers und Heimatforschers Otto Kieser (1860–1947) besuchte das Gymnasium in Torgau. Anschließend studierte Kieser Germanistik, Romanistik und Anglistik an den Universitäten in Halle/Saale, Leipzig und Marburg. In den Ersten Weltkrieg meldete sich Kieser als Kriegsfreiwilliger zum Militär. In dessen Anschluss setzte er sein Studium fort. Nach zwei Staatsexamen wurde Kieser als Studienrat an höheren Schulen in Aachen, Elsterwerda und Riesa tätig. Von 1950 bis zur Pensionierung 1957 war er Lehrer in Halle a. d. Saale. 1972 siedelte Kieser in die BRD, zuerst nach Darmstadt und sodann Bad Homburg über.
Ab den beginnenden 1920er Jahren widmete Otto Kieser sich mundartlichen Forschungen und Aufzeichnungen für das Gebiet: Dübener Heide-Riesa-Elsterwerda-Doberlug. Seine über 10 000 Wortzettel stellte er der Arbeitsstelle des Obersächsischen Wörterbuchs an der Universität Leipzig zur Verfügung, als deren ehrenamtlicher Mitarbeiter er seit 1927 tätig war.
1930 war er einer der Mitbegründer der Bad Liebenwerdaer Arbeitsgemeinschaft für Heimatkunde, in der Folgezeit bis ins hohe Alter Verfasser und Herausgeber von über 100 heimatkundlichen Schriften und Beiträgen.
Für sein Wirken erhielt Kieser von der Universität Marburg 1972 die Ehrendoktorwürde.

## Werke und Veröffentlichungen (Auswahl)
Otto Kieser veröffentlichte zahlreiche Beiträge im Jahrbuch des Vereins für Niederdeutsche Sprachforschung, in der Zeitschrift für Dialektik und Linguistik und weiteren Fachschriften. Des Weiteren war er Verfasser von Beiträgen in verschiedenen heimatkundlichen Schriften.
- Politische und Mundartgrenze. In: Die Schwarze Elster. Nr. 355, 1928.
- Das Marienkäferchen in unserer Mundart. In: Die Schwarze Elster. Nr. 360, 1928.
- Mundartliche Namen und Ausdrücke im Kinderspiel (Teil 1). In: Die Schwarze Elster. Nr. 361, 1928.
- Mundartliche Namen und Ausdrücke im Kinderspiel (Teil 2). In: Die Schwarze Elster. Nr. 365, 1928.
- Mundartliche Namen und Ausdrücke im Kinderspiel (Teil 3). In: Die Schwarze Elster. Nr. 367, 1928.
- Mundartliche Namen und Ausdrücke im Kinderspiel (Teil 4). In: Die Schwarze Elster. Nr. 369, 1929.
- Mundartliche Namen und Ausdrücke im Kinderspiel (Teil 5). In: Die Schwarze Elster. Nr. 373, 1929.
- Mundartliche Ernteausdrücke. In: Die Schwarze Elster. Nr. 380, 1929.
- Mundartliche Ausdrücke bei der Getreideernte. In: Die Schwarze Elster. Nr. 382, 1929.
- Deutsche Sängerballaden. In: Hilfshefte für den Deutschunterricht. Nr. 1. Riesa-Gröba 1932.
- Wortgrenzen in der Dübener Heide : Ein Beitr. zur Mundartforschg im Gau Halle-Merseburg Sammelwerk=Schriften des NS.-Lehrerbundes, Gau Halle-Merseburg. Heft 1. Niemeyer, Halle/Saale 1938.
- Aus dem Volksmund der Heimat. Wörterbuch der Dübener Heide und der angrenzenden Gebiete. In: Verein Dübener Heide e. V (Hrsg.): Mitteilungen u. Berichte des Vereins Dübener Heide e. V. 1. Auflage. Streubel, Düben 1940, DNB 574303650.
- Diatopik eines Wortschatzes nach Sachgruppen - Dialektuntersuchung des Kreises Liebenwerda, 1972.
- Der hallische Mundartdichter Reinhold Hoyer und seine Werke. Darmstadt 1979.
- Die Sprache von Riesa und Umgegend um 1950. Darmstadt 1983.
- Harro Kieser, Studium Hallense e.V. (Hrsg.): Niederländische Sprachspuren in Mitteldeutschland. ausgewählte Beiträge zur Verbreitung von Neerlandica im Fläming und angrenzenden Gebieten. Studium Hallense, Halle/Saale 2009, ISBN 978-3-89812-987-9.

## Ehrung und Gedenken
- In der Mühlbecker Heimatstube wird an das Wirken des Sprach- und Mundartforschers Otto Kieser und das seines Vaters erinnert.[2]